# Corn & Peg
Corn & Peg este un serial de animație canadian produs de Nelvana pentru Nick Jr. și Treehouse TV. Serialul se învârte în jurul prietenilor titulari cei mai buni, un unicorn și un pegasus numiți Corn și Peg respectiv, care sunt binefăcători dinamici străduindu-se să își facă propriul lor oraș, Galloping Grove, un loc mai bun. În Statele Unite, un sneak peek al serialului a fost difuzat pe Nickelodeon pe 22 februarie 2019, înainte de premiera oficială pe 4 martie. Ultimul episod a fost difuzat pe 8 octombrie 2020.
Serialul a fost difuzat în România pe Nicktoons.

## Premiză
Corn & Peg urmărește aventurile a doi bunătăți dinamici; un unicorn albastru numit Corn și un roz Pegasus numit Peg. Cei mai buni prieteni, colegi de școală și inseparabili încă de la vârstă preșcolară și influențați de super-eroul și modelul lor de rol favorit, căpitanul Thunderhoof, acești cei mai buni prieteni inseparabile se deplasează în jurul comunității lor din Galloping Grove pentru a face un loc mai bun ajutând pe oricine pot.

## Legături externe
- Site web oficial
- Corn & Peg la Internet Movie Database